# Ивдель (река)
И́вдель — река в России, протекает в Ивдельском городском округе Свердловской области. Устье реки находится в 332 км по правому берегу реки Лозьвы. Длина Ивделя составляет 116 км. Площадь водосборного бассейна — 2320 км².
В нижнем течении реки расположен город Ивдель.

## Притоки
- Серьговка (пр)
- Шайтанка (пр)
- 26 км: Лаксия (пр)
- 37 км: Толтия (лв)
- 44 км: Тальтия (пр)
- Талица (пр)
- 54 км: Тошемка (лв)
- 73 км: Мундыр (пр)
- 75 км: Пома (лв)
- 90 км: Малый Ивдель (пр)
- Малиновка (пр)
- Средний Ивдель (лв)
- Медянка (пр)

## Данные водного реестра
По данным государственного водного реестра России, река Ивдель относится к Иртышскому бассейновому округу, водохозяйственный участок — Тавда от истока и до устья, без реки Сосьвы от истока до водомерного поста у деревни Морозково, речной подбассейн Тобола, речной бассейн Иртыша.
Код объекта в государственном водном реестре — 14010502512111200009076.